# Calciumgluconaat
Calciumgluconaat is het calciumzout van gluconzuur.
Het wordt gebruikt als mineraalsupplement bij de behandeling van hypocalciëmie en topisch in de vorm van een gel als behandeling bij brandwonden veroorzaakt door waterstoffluoride.
De stof is opgenomen in de lijst van essentiële geneesmiddelen van de WHO.

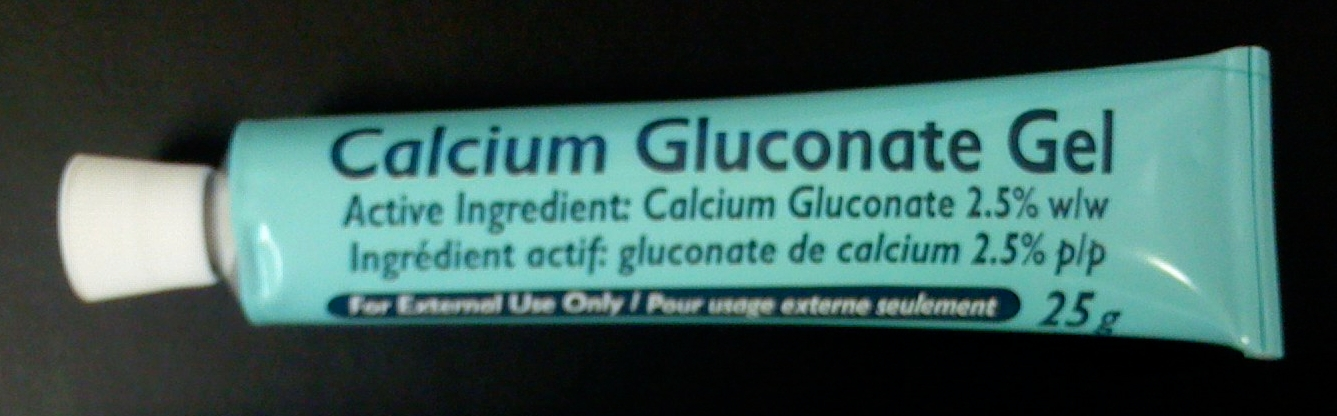
Calciumgluconaatgel